# یواس‌اس کراسبیل (ای‌ام‌سی-۹)
یواس‌اس کراسبیل (ای‌ام‌سی-۹) (به انگلیسی: USS Crossbill (AMc-9)) یک کشتی است که طول آن ۸۱ فوت ۶ اینچ (۲۴٫۸۴ متر) می‌باشد. این کشتی در سال ۱۹۳۷ ساخته شد.